# Stromatolit

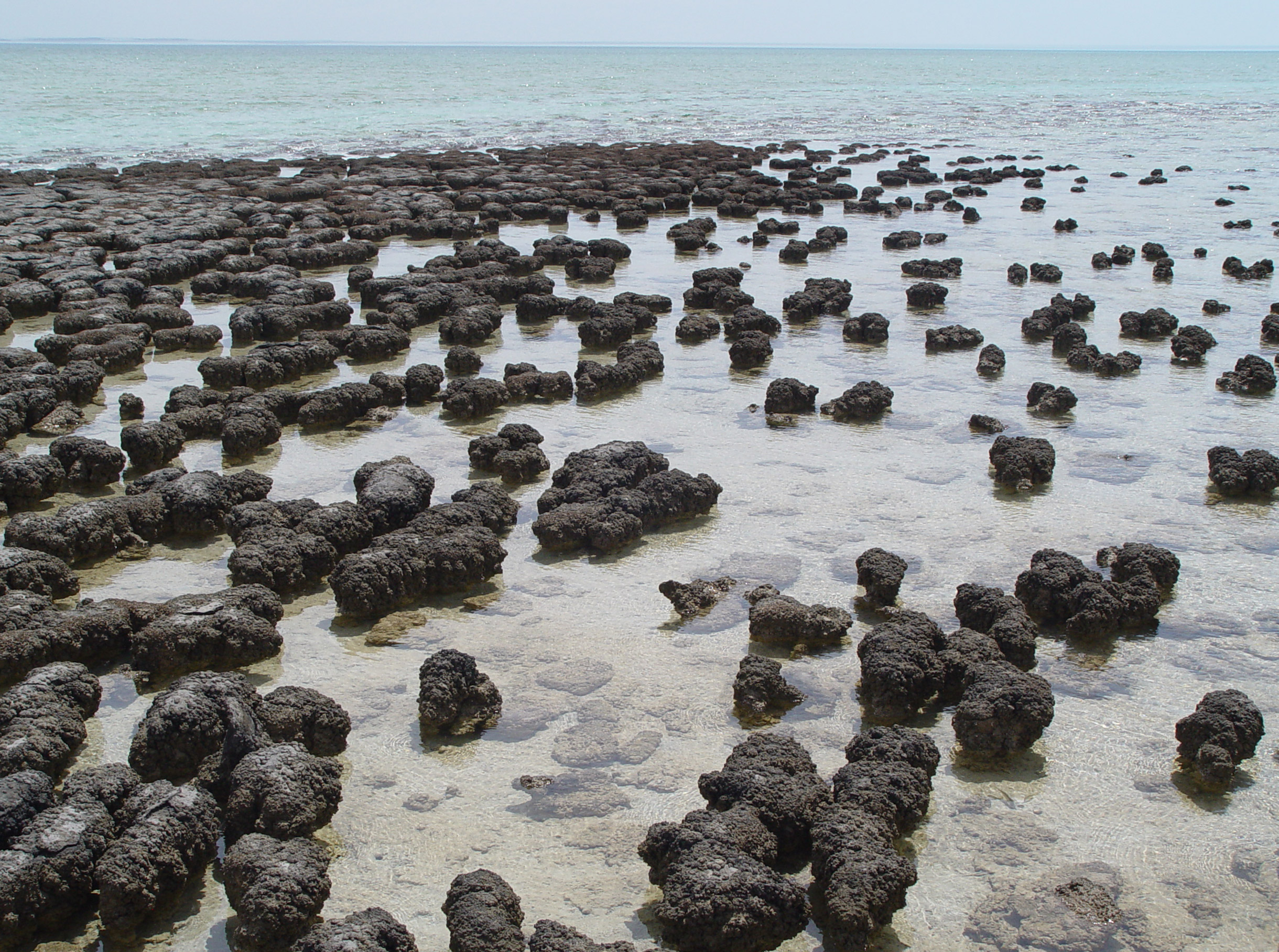
Stromatoliter i Shark Bay.

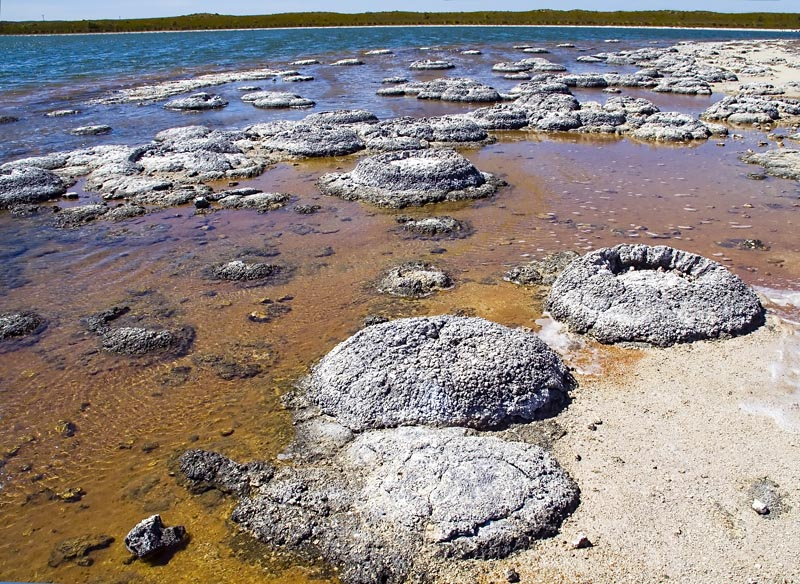
Stromatoliter i Shark Bay.

Stromatoliter (av grekiska: strōma, "bädd", "stratum" och lithos, "sten")  består av växelvisa skikt av mattor med fossila mikroorganismer, företrädesvis cyanobakterier. Mellan lagren av bakterier finns det spår av partiklar som har sedimenterat där under den tid då stromatoliten aktivt växte till.
Fossil av stromatoliter har daterats till arkeikum (mer än 3,5 miljarder år sedan) då cyanobakterier var den dominerande livsformen på jorden. De utgör på så vis ett av de äldsta spåren av liv.
Nya fynd på Grönland daterades till 3,7 miljarder år sedan.
Levande stromatoliter finns idag bara på isolerade platser i ogästvänliga miljöer med bristande konkurrens från modernare, eukaryota och flercelliga organismer. De första levande stromatoliterna upptäcktes i Shark Bay i Australien på 1950-talet. Sedan dess har flera upptäckts bland annat på platser kring Indiska oceanen och i Yellowstone nationalpark.

## Bildning

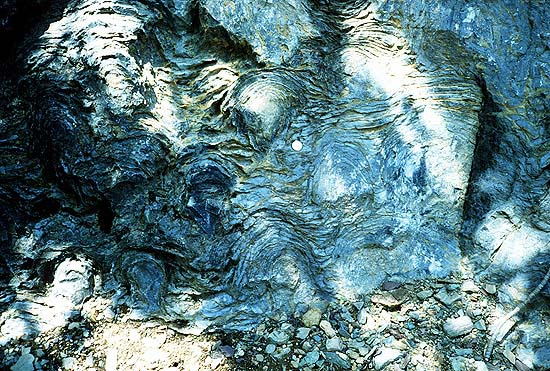
Närbild av prekambriska stromatoliter i Glacier nationalpark, Montana, USA.

Liksom onkoliter bildas stromatoliternas skiktade inre successivt genom att sedimentärt material binds till den slemhinna som de trådformade cyanobakterierna bildar. Sedimenteringen sker i tidvattenzoner och i grunda havsvikar.
Cyanobakterier lever av fotosyntes, en process som är beroende av vatten, koldioxid och solljus och ger biprodukterna syre och kolhydrat. Cyanobakterierna lägger sig därför ovanpå sedimentlagret för att nå ljuset varpå ett nytt lager bildas.
Om processen får fortgå under lång tid kan bakteriernas behov av solljus göra att skikt successivt bygger upp pelarliknande stromatoliter. Under prekambrium fanns inga grävande och betande djur som destabiliserade sedimenten och konsumerade bakteriemattorna och stromatoliter hade därför mycket stor spridning.
Stromatoliter uppvisar en mångfald av former – koniska, skiktade, grenade, dom- och pelarformade – och kan variera kraftigt i storlek – från en knapp centimeter till flera meter. 

### Abiotiska stromatoliter
Stromatoliter antas ha byggts upp av mikroorganismer, i första hand cyanobakterier, som bundit och cementerat sedimentära korn. Ytterst få av de äldsta stromatoliterna innehåller dock spår av fossilerade mikrober. Några uppvisar tydliga tecken på biologisk aktivitet medan andra lättare låter sig förklaras av nedfall av material som inte förutsätter levande organismer. 
Stromatoliter kan även bildas abiotiskt då havsvatten är övermättat med till exempel kalkstensslam. Man har föreslagit att klimatförändringar i haven under denna tid åtminstone delvis kan utgöra en alternativ förklaring till stromatoliter genom bildningen av mycket små kristaller.
En tillförlitlig metod att skilja på biotiska och abiotiska stromatoliter är föremål för pågående geologisk forskning.

### Bandad järnmalm

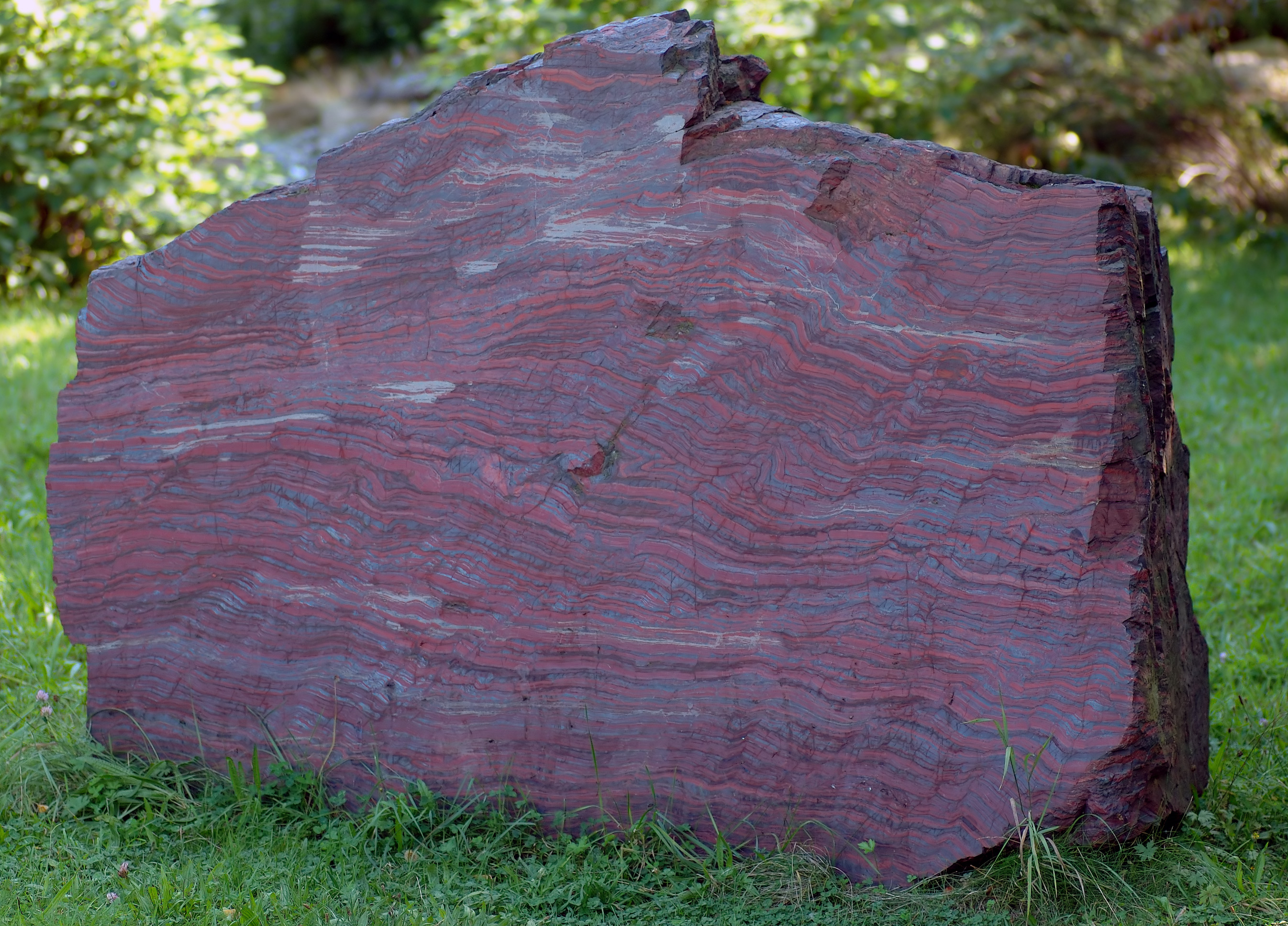
Bandad järnmalm

Bandad järnmalm (Banded Iron Formation, BIF) är en annan mindre känd form av stromatoliter. BIF är kemiska sedimentavlagringar som kan breda ut sig över mycket stora områden och förekommer över hela jorden och som främst består av järnhaltiga mineral (järnoxid) och finkornig kvarts (kiseloxid). 
I de mycket tidiga oceanerna frigjordes stora mängder järnhaltigt mineral ur jordens inre. Detta järn oxiderades av de tilltagande syrehalterna i atmosfären och sedimenterades i fast form. BIF är alltså produkter av det syre som producerats av organismernas fotosyntes tillsammans med järn som lösts upp i haven. 
Skiktningen tros återspegla cykliska variationer av syreproduktionen, antingen säsongsvisa variationer eller någon annan cykel. BIF:s bildades under två perioder: för 3,8 miljarder år sedan (tre ställen på västra Grönland; Isua, Itilliarsuk, Qaannaaq) till 1,8 miljarder år sedan med en maximal förekomst för omkring 2,5 miljarder år sedan och sedan åter igen under perioden 0,8-0,6 miljarder år sedan.

## Spår av livets ursprung
Cyanobakterier är prokaryota organismer som reproducerar sig genom celldelning. Genom sin fotosyntes fick de en avgörande betydelse för den rika förekomsten av syre i atmosfären som var förutsättningen för de mer komplexa eukaryota organismerna. 
Stromatoliter var vanligt förekommande under prekambrium (4 600 – 542 miljoner år sedan) då atmosfären var rik på koldioxid men fattig på det syre som varit förutsättningen för senare tiders flercelliga organismer. 
Stromatoliter är egentligen de enda fossil som återstår av de enkla, ursprungliga livsformerna på jorden före den så kallade "kambriska explosionen". En liten bit av ett fossil utgör en vittnesbörd av flera tusen års biologisk aktivitet.
Under arkeikum (4 600 – 2 500 miljoner år sedan) samexisterade flera olika prokaryotiska, arkeiska livsformer varav cyanobakterier förmodligen var den dominerande. 
Vid sidan av sällsynta fossil som tillhör den så kallade ediacarafaunan, utgör stromatoliterna de enda fossila spåren av de enkla, ursprungliga livsformerna på jorden under prekambrium (4 600 – 542 miljoner år sedan) och bildandet av det klimat som varit förutsättningen för senare tiders eukaryota och flercelliga organismer. 
Jordens atmosfär var under prekambrium rik på koldioxid (CO2) men fattig på det syre (O2). Under denna tid tros cyanobakterier ha existerat i vitt skilda miljöer över hela jorden under omkring 2 miljarder år. De har en ämnesomsättning som genom fotosyntes ombildar koldioxid till syre och deras bidrag till jordens moderna atmosfär tros vara den viktigaste orsaken till den "plötsliga" kambriska evolutionen.

## Förekomst
- I Hamelin Pool i Shark Bay i Western Australia finns stromatoliter som är omkring 2 – 3 000 år gamla. Hamelin Pool är en långgrund vik med extremt salt och näringsfattigt vatten vilket tillsammans med tidvattnet skapat förutsättningar för att stromatoliterna ska överleva. Shark Bay är unikt och skyddas idag som naturreservat och är dessutom upptaget på Unescos lista över världsarv.
- Australien, Pilbara.
- Sydafrika, Barbertonregionen, Archaeospheroides barbertonis.
- Grönland, Flera fyndigheter från Isua (Nuuk) via Black Angel Mine (Marmorilik, Umanaq) till Dundas Sedementary Basin (Thule/Melwill Bay). Samt, enligt GEUS.dk dokument från områden kring Station Nord ner till Mestervig, norr om Scoresbysund.  Isua BIF är idag ifrågasatt, men speciellt fyndigheterna från Black Angel Mine är tydliga och motsvarar liknande modern fyndigheter från Persiska viken, Hamelin Pool.
- I Sverige finns det fossila stromatoliter i marmor kring Sala i Västmanland, Dannemora Gruvor, Österbybruk (ett tre ton stort fossilblock fanns utanför ingången till gruvlaven), i Kalix skärgård (Norrbotten) samt på Omberg och Visingsö.
- Mars? - en grupp forskare har utifrån bilder identifierat en vit pelare som en möjlig magnesiumstromatolit utifrån jämförelser med levande stromatoliter i Turkiet.